# Park-šuma Anindol
Anindol je kultivirana park-šuma iznad grada Samobora s opjevanom kapelicom Svete Ane. Kod kapelice je spomenik koji obilježava mjesto gdje je 1. kolovoza 1937. godine održan osnivački kongres Komunističke stranke Hrvatske. U blizini Anindola, na brijegu Tepcu nalazi se Samoborski stari grad.
Šetalište Anindol dobilo je ime po kapelici svete Ane, najmlađoj baroknoj sakralnoj građevini. Prvi puta se spominje 1759. godine, ali se pretpostavlja da su radovi na njenom podizanju započeli 1751. godine potpomognuti novcem grofa Arnsberga. Prva kapela svete Ane spominje se kao sakralna građevina koja se nalazi unutar zidina starog grada Samobora. Kapela u Anindolu danas je vezana uz najveću i najznačajniju proslavu krštenja u gradu Samoboru kao. Kapela svete Ane smještena je u drugu kategoriju umjetničke vrijednosti 1883. godine. Tadašnji načelnik grada Šmidhen, dao je raskrčiti staru šikaru te urediti park i šetnicu Anindol.
Iza kapelice svete Ane uređeno je plesalište, ili kako bi to Samoborci rekli “Tanc plac”.
Između sv. Jurija i Sv. Ane 1933. godine podignut je kameniti križni put s 14 postaja, ukrašen reljefnim slikama i kalvarijom. 
Na Anindolu je sniman i dio kultnog hrvatskog filma "Tko pjeva zlo ne misli".

## Galerija
- Spomenik na mjestu osnutka Komunističke partije Hrvatske
- Kapela svete Ane
- Paviljon, izgrađen 1977. godine
- Kapela svetog Jurja